# Jakub Auguston
Jakob Auguston  alias Giacomo Agustoni (* um 1668 in Rom ?; † 3. Februar 1735 in Pilsen, heimatberechtigt in Monte) war ein Schweizer Architekt aus einer ursprünglich aus Kanton Tessin stammenden Familie. Er war vor allem in Westböhmen tätig.

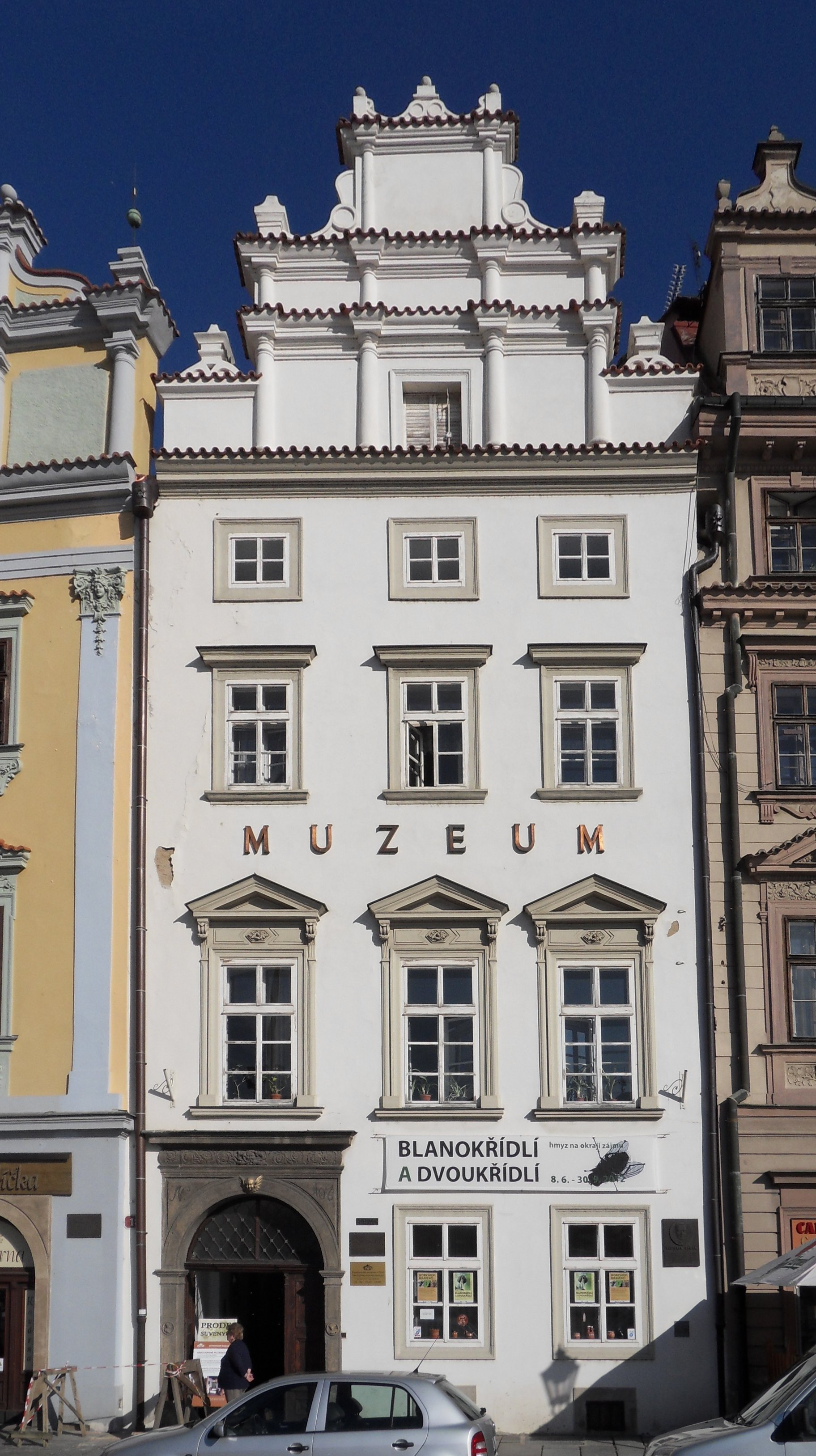
Jakub Auguston: Die Residenz des Bischofs am Marktplatz (Platz der Republik), Pilsen 1710.

## Leben
Sohn des Pietro wurde er um 1668 vermutlich in Rom geboren, wo sein Vater Pietro und seine zwei Onkel, Bartolomeo und Giacomo, im Jahr 1647 gemeldet waren. Er stammt aus einer verästelten Tessiner Familie Agustoni aus Monte TI, deren Mitglieder vor allem im Bauwesen Westböhmens tätig waren. 1692 wurde er in Pilsen eingebürgert und baute eine große Werkstatt auf. Er heiratete 1695 Susanna Gruberova. Zuerst erhielt er eine Ausbildung als Stuckateur, bevor er zur Architektur überwechselte. Nach Pilsen holte ihn sein Onkel Giacomo (geboren 1624 in Monte, Kanton Tessin), der ca. 1650 als Architekt nach Pilsen gekommen war und 1661 eingebürgert wurde.
Im Laufe der Zeit wurde Jakub zu einem gefragten und vermögenden Architekten. Er leitete den Umbau 1698 des sogenannte Gerlach-Haus in der Dřevěná Straße, das heute das Museum für Völkerkunde beherbergt. Er errichtete die Residenz des Bischofs am Marktplatz (Platz der Republik) datiert von 1710. Er starb am 3. Februar 1735 in Pilsen und wurde auf dem Friedhof der Kirche der Heiligen Anna begraben.

## Bauten

### Bürgerhäuser
- Gerlachs Haus, heute Völkerkundemuseum (1698)
- Erzdekanat am Marktplatz in Pilsen (1710)
- Zahlreiche Häuser aus der Zeit 1720–1734

### Kirchenbauten
- Barockumbauten des Dominikaner-Klosters (1711–1714) mit der Kirche der Heiligen Anna in Pilsen
- westliches Vestibül der Kirche Himmelfahrt der Jungfrau Maria (1722–1723) in Pilsen
- Doppelbau des Franziskaner-Klosters (1740–1744) in Pilsen
- St.-Veit-Kirche in Dobřany (1727–1734)
- Kirche des Hl. Nikolaus in Bor – hier lieferte er die Pläne, der Bau wurde erst nach seinem Tod fertiggestellt (1737–1746)

### Schlösser
- Schloss Nebílovy (ab 1706)
- Schloss in Týnec bei Klatovy (etwa 1710–1720)
- Schloss in Příchovice (Kořenov) am Platz der ehemaligen Feste (1718–1719)
- Schloss in Mirošov (1719–1723)
- Schloss in Trpisty bei Tachov (zugeschrieben; seit 1729)
- Schloss in Malešice (um 1730).